# Jaylen Wright
Jaylen Allen Wright (Raleigh, 1º aprile 2003) è un giocatore di football americano statunitense che milita nel ruolo di running back per i Miami Dolphins della National Football League (NFL).

## Carriera universitaria
Nella sua prima stagione a Tennessee nel 2021, Wright disputò 9 partite, correndo 85 volte per 409 yard e 4 touchdown. Nel 2022 guidò la squadra con 875 yard corse e 10 touchdown. Nel 2023 corse 123 volte per 1.013 yard e 4 touchdown in 12 partite, venendo inserito nella seconda formazione ideale della Southeastern Conference.

## Carriera professionistica

### Miami Dolphins
Wright fu scelto nel corso del quarto giro (120º assoluto) del Draft NFL 2024 dai Miami Dolphins. Debuttò come professionista subentrando nella gara del secondo turno contro i Buffalo Bills correndo 5 volte per 4 yard. La sua prima stagione si chiuse con 68 corse per 249 yard (3,7 yard a portata) in 15 presenze, di cui una come titolare.